# Jože Podgoršek
Jože Podgoršek (ur. 17 marca 1974) – słoweński polityk i ekonomista, od 2020 do 2022 minister rolnictwa, leśnictwa i żywności.

## Życiorys
Ukończył szkołę średnią o profilu rolniczym, następnie kształcił się na Uniwersytecie Lublańskim. Doktoryzował się na tej uczelni w zakresie ekonomii rolnictwa. Zawodowo zajmował się technologią upraw warzyw. Od 2004 pracował w instytucie badawczym, współtworzył instytucję naukową Visoke šole za upravljanje podeželja Grm Novo mesto, którą kierował do 2018. W tymże roku powołany na sekretarza stanu w resorcie rolnictwa.
W październiku 2020 z rekomendacji Demokratycznej Partii Emerytów Słowenii dołączył do rządu Janeza Janšy jako minister rolnictwa, leśnictwa i żywności. Zastąpił na tej funkcji Aleksandrę Pivec. Nie zrezygnował ze stanowiska, gdy w grudniu 2020 DeSUS wystąpiła z koalicji.
Związał się później z Nową Słowenią. W kwietniu 2022 podał się do dymisji z funkcji ministra, gdy ujawniono, że prywatna firma miała zapłacić za jego kilkudniowy pobyt w hotelu. Zakończył urzędowanie w czerwcu tegoż roku.